# アスガー・ハンメリク

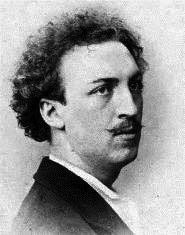

アスガー・ハンメリクまたはハメリク（Asger Hamerik, 1843年4月8日 – 1923年7月13日）はデンマーク盛期ロマン派音楽の作曲家。生前はニルス・ゲーゼ以後の世代で最も優れたデンマーク人作曲家と看做され、出世作にして代表作となった《レクィエム》は、ベルリオーズの影響が指摘されている。

## 略歴
コペンハーゲン近郊のフレゼリクスベルクに生まれ、ヨハン・ペーター・エミリウス・ハートマンとゲーゼに音楽を学ぶ。十代で（未発表の交響曲を含む）処女作を手懸けた。実家でハンス・クリスチャン・アンデルセンと家族ぐるみの付き合いをしていたことから、ハンメリクもアンデルセンと定期的に手紙を送りあっていた。
その後1862年にデンマークを離れてヨーロッパ大陸に留学。ミュンヘンでハンス・フォン・ビューローに師事し、パリではエクトル・ベルリオーズの庇護を受けた。1864年に、第二次シュレースヴィヒ＝ホルシュタイン戦争後のデンマークの国民感情を表明するために、ドイツ語風の姓 Hammerich を、デンマーク的な語感の Hamerik に改めた（日本語のハンメリクという表記は、元の綴りの名残を留めたものである）。1869年にパリを去ってイタリアに行き、次いでウィーンに赴いた。1871年に渡米し、メリーランド州ボルチモアのピーボディ音楽学校に要請されて校長に就任した。ハンメリクの大規模な演奏会用作品の大半は、同校の学内オーケストラのために創られた。1898年に校長職を辞し、ついに1900年、アメリカ人ピアニストであるマーガレット夫人（旧姓ウィリアムズ）を連れてデンマークに帰国し、実質的な引退生活に入った。ただしコンクールの審査員や、指揮者としての活動には取り組んだ。
作品番号にして41曲を手懸けており、7つの交響曲といくつかの室内楽曲、4つの歌劇、5つの管弦楽組曲のほか、スカンディナヴィア民謡に基づくいくつかの管弦楽曲を遺した。
息子エッベは指揮者および作曲家に、娘ヴァルディスはオペラ歌手になった。

## 音楽様式
今日では比較的無名の存在になっているが、生前は優に四半世紀にわたって、ボルチモア・ピーボディ音楽院の院長として、アメリカ合衆国において影響力ある教師となり、作品は欧米の両大陸で上演された。ハンメリクの作品で最も顕著な影響はベルリオーズである。とりわけ意識的に選択したのは、フランス音楽の影響に密着するという姿勢であり、交響曲におけるフランス語の題名の採用や、「固定観念」の技法にそれを見ることができる。
ハンメリク作品は、「北欧的な」感じがするとしばしば評されており、作曲者自身も友人への手紙の中で、たとえ自分は渡米するにせよ何時でもデンマーク人のままでいるつもりだと述べている。後期作品は、セザール・フランクやポール・デュカスらの作曲家の影響も組み込んでおり、より頻繁な転調や、変位和音の多用、発展的調性や部分的複調も採り入れている。最後の交響曲は、同時期のマーラーの作品にも匹敵する作品である。

### 主要作品一覧
- 習作の交響曲 （1862年、番号なし）
- 交響曲 第1番 ヘ長調 作品29《詩的な交響曲》 "Symphonie poétique" （1881年）
- 交響曲 第2番 ハ短調 作品32《悲劇的》 "Symphonie tragique" （1882年）
- 交響曲 第3番 ホ長調 作品33《抒情的》 "Symphonie lyrique" （1885年）
- 交響曲 第4番 ハ長調 作品35《荘厳なる交響曲》 "Symphonie majestueuse" （1889年）
- 交響曲 第5番 ト短調 作品36《厳粛な交響曲》 "Symphonie sérieuse" （1891年）
- 交響曲 第6番 ト長調 作品38 弦楽合奏のための《宗教的交響曲》 "Symphonie spirtuelle" （1897年）
- 交響曲 第7番 作品40《合唱付き》（1906年、未出版の初稿は1898年）
- レクイエム 作品34（1886年/1887年）

## 参考資料
- Alexander J. Morin (editor). Classical Music: The Listener's Companion. Hal Leonard Corporation, 2002. ISBN 9780879306380; p. 377
- E. Douglas Bomberger (editor). Brainard's Biographies of American Musicians, Vol. 79. Greenwood Publishing Group, 1999. ISBN 9780313307829; pp. 129–132